# Sericaglaea signata
Sericaglaea signata là một loài bướm đêm trong họ Noctuidae.